# パオロ・ボセッリ
パオロ・ボゼッリ（Paolo Boselli、1838年6月8日 - 1932年3月10日）は、イタリアの政治家。第一次世界大戦中に第34代イタリア首相を務めた。

## 経歴
ボセッリは1838年6月8日セルビア王国のサヴォーナで生まれた。ボセッリは政界に入る前はローマ・ラ・サピエンツァ大学の初代科学教授であった。彼はリベラル右派の国会議員を51年間務め1921年からは上院議員を務めた。1888年に教育大臣に任命されたボゼッリは1899年に財務大臣として次のポートフォリオでイタリア銀行を再編した。軍事的敗北によるサランドラ政権の崩壊を受けて1838年6月8日に首相に任命された。カポレットの戦いでの軍事的敗北の結果、ボセッリの政権は1917年10月に崩壊した。彼は1932年3月10日にローマで亡くなり、トリノに埋葬された。